# Karl Markovics
Karl Markovics, född 26 augusti 1963 i Wien år en österrikisk skådespelare och filmregissör.
Markovics är troligen mest känd för att ha huvudrollen i filmen Falskmyntarna där han spelar en judisk fånge på ett nazistiskt koncentrationsläger samt som journalist i Babylon Berlin. Han är även med i filmen Kungens val.
Han hade också en betydande roll i TV-serien Kommissarie Rex de två första åren TV-serien sändes där han spelade figuren Ernst Stockinger som var medhjälpare till huvudpersonen i TV-serien.